# Serie C FIAF 2001-2002
La Serie C FIAF 2001-2002 è stata la quindicesima edizione del terzo livello del campionato italiano di football americano (quarta con la denominazione Serie C, prima edizione a 5 giocatori); è stato organizzato dalla Federazione Italiana American Football.

## Partecipanti
- Achei Crotone
- Dark Nightmares Sorrento
- Delfini Taranto
- Dragons Brindisi
- Neptunes Bologna
- Red Hogs Reggio Emilia
- Trucks Bari
- Wild Dogs Lanciano

## Stagione regolare

### Calendario
Mancano i risultati di alcune partite

#### 1ª giornata
| Bari 4 novembre 2001, ore 16:00 | Trucks Bari | 40 – 24 | Dragons Brindisi |  |

#### 2ª giornata
| Sorrento 11 novembre 2001 | Dark Nightmares Sorrento | 32 – 37 | Wild Dogs Lanciano |  |

| Sorrento 11 novembre 2001 | Achei Crotone | 52 – 7 | Dark Nightmares Sorrento |  |

| Sorrento 11 novembre 2001 | Wild Dogs Lanciano | 10 – 56 | Achei Crotone |  |

| Talsano 11 novembre 2001 | Delfini Taranto | 14 – 26 | Trucks Bari | C.S. Belle Vue |

#### 3ª giornata
| Bologna 17 novembre 2018, ore 14:30 | Neptunes Bologna | – | Red Hogs Reggio Emilia | CUS Bologna |

| Bari 18 novembre 2001 | Dragons Brindisi | – | Delfini Taranto |  |

#### 4ª giornata
| Reggio nell'Emilia 24 novembre 2018, ore 17:30 | Red Hogs Reggio Emilia | – | Neptunes Bologna | Campo sintetico polo scolastico |

| Lanciano 25 novembre 2001 | Achei Crotone | – | Dark Nightmares Sorrento |  |

| Lanciano 25 novembre 2001 | Achei Crotone | – | Wild Dogs Lanciano |  |

| Lanciano 25 novembre 2001 | Wild Dogs Lanciano | – | Dark Nightmares Sorrento |  |

#### 5ª giornata
| Bari 2 dicembre 2001 | Trucks Bari | 44 – 28 | Delfini Taranto |  |

### Classifica

#### NorthEast Conference
| Pos. | Squadra                | %V | G | V | N | P | PF | PS |
| ---- | ---------------------- | -- | - | - | - | - | -- | -- |
| 1    | Neptunes Bologna       | ?  | ? | ? | ? | ? | ?  | ?  |
| 2    | Red Hogs Reggio Emilia | ?  | ? | ? | ? | ? | ?  | ?  |

#### SouthEast Conference
| Pos. | Squadra          | %V   | G | V | N | P | PF | PS |
| ---- | ---------------- | ---- | - | - | - | - | -- | -- |
| 1    | Dragons Brindisi | .667 | 3 | 2 | 0 | 1 | 98 | 62 |
| 2    | Trucks Bari      | .667 | 3 | 2 | 0 | 1 | 80 | 76 |
| 3    | Delfini Taranto  | .000 | 2 | 0 | 0 | 2 | 22 | 74 |

#### South Western Conference
| Pos. | Squadra                  | %V    | G | V | N | P | PF  | PS |
| ---- | ------------------------ | ----- | - | - | - | - | --- | -- |
| 1    | Achei Crotone            | 1.000 | 2 | 2 | 0 | 0 | 108 | 17 |
| 2    | Wild Dogs Lanciano       | .500  | 2 | 1 | 0 | 1 | 47  | 88 |
| 3    | Dark Nightmares Sorrento | .000  | 2 | 0 | 0 | 2 | 39  | 89 |

## Playoff

### Tabellone
|  | Quarti di finale         | Quarti di finale         | Quarti di finale |                  |                  | Semifinali       | Semifinali | Semifinali |  |  | I Fiveman Bowl | I Fiveman Bowl | I Fiveman Bowl |  |
|  |                          |                          |                  |                  |                  |                  |            |            |  |  |                |                |                |  |
|  | Dragons Brindisi         | Dragons Brindisi         | 28               |                  |                  |                  |            |            |  |  |                |                |                |  |
|  | Dragons Brindisi         | Dragons Brindisi         | 28               |                  |                  |                  |            |            |  |  |                |                |                |  |
|  | Achei Crotone            | Achei Crotone            | 26               |                  |                  |                  |            |            |  |  |                |                |                |  |
|  | Achei Crotone            | Achei Crotone            | 26               |                  | Dragons Brindisi | Dragons Brindisi | 53         |            |  |  |                |                |                |  |
|  |                          |                          |                  |                  | Dragons Brindisi | Dragons Brindisi | 53         |            |  |  |                |                |                |  |
|  |                          |                          | Trucks Bari      | Trucks Bari      | 36               |                  |            |            |  |  |                |                |                |  |
|  | Trucks Bari              | Trucks Bari              | Trucks Bari      | Trucks Bari      | 36               | 34               |            |            |  |  |                |                |                |  |
|  | Trucks Bari              | Trucks Bari              |                  |                  |                  |                  |            |            |  |  |                |                |                |  |
|  | Dark Nightmares Sorrento | Dark Nightmares Sorrento | 14               |                  |                  |                  |            |            |  |  |                |                |                |  |
|  | Dark Nightmares Sorrento | Dark Nightmares Sorrento | 14               |                  | Dragons Brindisi | Dragons Brindisi | 48         |            |  |  |                |                |                |  |
|  |                          |                          |                  |                  |                  |                  |            |            |  |  |                |                |                |  |
|  |                          |                          | Neptunes Bologna | Neptunes Bologna | 26               |                  |            |            |  |  |                |                |                |  |

### Quarti di finale
| 13 gennaio 2002 | Trucks Bari | 34 – 14 | Dark Nightmares Sorrento |  |

| 20 gennaio 2002 | Dragons Brindisi | 28 – 26 | Achei Crotone |  |

### Semifinale
| Brindisi 3 febbraio 2002 | Dragons Brindisi | 53 – 36 | Trucks Bari | Campo Scuola CONI |

### I Fiveman Bowl
| Lanciano 17 febbraio 2002 | Dragons Brindisi | 48 – 26 (8-6 18-6 14-8 8-6) | Neptunes Bologna | Campo Sportivo Villa delle Rose |

## I Fiveman Bowl
Il I Fiveman Bowl si è disputato il 17 febbraio 2002 al Campo Sportivo Villa delle Rose di Lanciano. L'incontro è stato vinto dai Dragons Brindisi sui Neptunes Bologna con il risultato di 48 a 26.

## Verdetti
- Dragons Brindisi vincitori del Fiveman Bowl.